# Giacomo Stefano Oreglia
Giacomo Stefano Oreglia (* 23. Juni 1924 in Mondovì; † 9. November 2007 in Stockholm) war ein italienischer Verleger, Übersetzer schwedischer Literatur in die italienische Sprache.
Im Nachruf seiner Geburtsstadt wird er als ein führender Kulturvermittler zwischen Italien und Schweden bezeichnet.

## Werdegang
1948 wurde er zum Doktor der Philosophie an der Universität Turin promoviert.
1949 wanderte er nach Stockholm aus.
1974 wurde ihm die Ehrendoktorwürde der Universität Stockholm verliehen.
1964 veröffentlichte er eine Monographie zur Commedia dell’arte und 1993 eine Biografie von Dante Alighieri.
Bis 1983 war Oreglia Dozent für Literatur- und Theatergeschichte am italienischen Kulturinstitut in Stockholm, anschließend wechselte er an die Universität Stockholm.
2004 wurde er von der schwedischen Akademie ausgezeichnet.
Zu den schwedischen Schriftstellern, die er ins Italienische übersetzte, gehörten August Strindberg, Gunnar Ekelöf, Erik Lindegren, Eyvind Johnson, Harry Martinson, Lars Forssell und Tomas Tranströmer.

## Casa editrice Italica
Als Geschäftsführer der Casa editrice Italica verlegte er auch Werke von Salvatore Quasimodo und Eugenio Montale.